# زيلبور هدبي
زيلبور هدبي (الاسم العلمي:Xyleborus ciliatus) هو نوع من الحشرات يتبع جنس الزيلبور من فصيلة السوسية الحقيقية.